# 디노 바조
디노 바조(이탈리아어: Dino Baggio, 1971년 7월 24일, 이탈리아 캄포삼피에로 ~ )는 이탈리아의 은퇴한 축구 선수로, 포지션은 수비형 미드필더였다. 그는 이탈리아 축구 국가대표팀에서 60경기를 뛰었으며, 1994년 이탈리아의 월드컵 준우승 멤버이기도 하다.

## 선수 경력

### 클럽 경력
토리노, 인테르나치오날레, 유벤투스, 파르마, 라치오, 블랙번 로버스 (임대), AC 안코나 (임대), US 트리에스티나, 톰볼로 (Tombolo)에서 선수 생활을 하였으며, 유벤투스에서는 세리에 A 준우승 (1993-94 시즌), UEFA컵 1992-93 우승, 파르마에서는 UEFA컵 1994-95, UEFA컵 1998-99 우승, 1999년 코파 이탈리아 우승에 공헌하였다.

### 국가대표팀 경력
이탈리아 축구 국가대표팀에서는 1991년부터 1999년까지 60경기에서 7골을 넣었으며, 1992년 하계 올림픽, 1994년 FIFA 월드컵, UEFA 유로 1996, 1998년 FIFA 월드컵 대표로 뛴 바 있다.

## 경력
- UEFA 유로 1992 국가대표
- 1994년 FIFA 월드컵 국가대표
- UEFA 유로 1996 국가대표
- 1998년 FIFA 월드컵 국가대표

## 수상
토리노
- 1989-90 세리에 B 우승
- 1991년 미트로파컵 우승

 유벤투스
- 1993년 UEFA 슈퍼컵 우승
- 1993-94 세리에 A 준우승

 파르마
- 코파 이탈리아 : 1998-99
- UEFA 슈퍼컵 : 1995, 1999

 이탈리아
- 1992년 UEFA U-21 축구 선수권 대회 우승
- 1994년 FIFA 월드컵 준우승